# Aoi haru
Aoi haru è un film del 2001 diretto da Toshiaki Toyoda e basato sull'omonimo manga di Taiyō Matsumoto.

## Trama
Un gruppo di studenti teppisti delle scuole superiori sono costretti ad affrontare il loro futuro con l'imminente maturità all'orizzonte. Alcuni scelgono di aggrapparsi al parapetto dell'edificio scolastico, mentre altri cominciano a farsi prendere dal panico e scegliere un percorso più drastico.

## Riconoscimenti
- 2001 - Pusan International Film Festival
  - Candidatura per il miglior regista a Toshiaki Toyoda
- 2001 - Tokyo FILMeX
  - Candidatura per il miglior regista a Toshiaki Toyoda

## Critica
Su Midnight Eye, Tom Mes disse che il film era "magnifico ma molto trascurato".